# Tricentrus gibbiformis
Tricentrus gibbiformis är en insektsart som beskrevs av S. Ahmad och Yasmeen 1979. Tricentrus gibbiformis ingår i släktet Tricentrus och familjen hornstritar. Inga underarter finns listade i Catalogue of Life.